# شونسوکی ناکامورا
شونسوکی ناکامورا (به ژاپنی: 中村 俊輔) زادهٔ ۲۴ ژوئن ۱۹۷۸ در یوکوهاما، استان کاناگاوا، ژاپن یک بازیکن سابق فوتبال اهل ژاپن است.
او از سال ۲۰۰۱ تا سال ۲۰۱۰ ملی‌پوش تیم ملی فوتبال ژاپن بوده‌است.
حامی مالی کنونی کفش او شرکت آدیداس است.

## زندگی شخصی
شونسوکی ناکامورا در سال ۲۰۰۴ با یک دختر اهل ژاپن ازدواج نمود. اولین فرزند آنها، یک پسر در همان سال به دنیا آمد. پسر دومشان در روز ۱۵ ماه ژانویه سال ۲۰۰۸ متولد شد.